# Grange Maziol
La grange Maziol est une grange située en France sur la commune de Nieudan (Cantal), en région Auvergne-Rhône-Alpes.

## Historique
Grange-étable construite en 1802, caractéristique de la Xaintrie.

### Protection
La grange est inscrite au titre des monuments historiques par arrêté du 17 septembre 2007.

## Description
Bâtiment allongé, isolé, couvert de lauzes, avec deux portes en façade sud : l'une donnant sur l'étable, l'autre sur la grange accessible par un porche et un montoir maçonné. Aménagements intérieurs d'origine conservés.